# 永红区
永红区原是中国黑龙江省佳木斯市下辖的一个市辖区。面积36平方千米，人口17万。邮政编码154003。2006年7月27日，中国国务院撤消永红区，其行政区域划于佳木斯市郊区。

## 行政区划
下辖4个街道。
- 街道办事处：长安街道、佳西街道、建设街道、友谊街道。